# Paroisse de l'Union
Pour les articles homonymes, voir Union et Comté de Union.
La paroisse de l'Union (anglais : Union Parish) est une paroisse de l'État de Louisiane aux États-Unis. Son siège est la ville de Farmerville. Selon le recensement de 2000, sa population est de 22 803 habitants. Elle a une superficie de  2 273 km2 de terre émergée et de 72 km2 d’eau. 
La paroisse est enclavée entre le comté d'Union (Arkansas) au nord-ouest, le comté d'Ashley (Arkansas) au nord-est, la paroisse de Morehouse à l'est, la paroisse d'Ouachita au sud-est, la paroisse de Lincoln au sud-ouest et la paroisse de Claiborne à l'ouest.  

## Démographie
Lors du recensement de 2000, les 22 803 habitants de la paroisse se divisaient en 69,79 % de « Blancs », 27,95 % de « Noirs » et d’Afro-Américains, 0,26 % d'Asiatiques et 0,19 % d’Amérindiens, ainsi que 1,26 % de non-répertoriés ci-dessus et 0,50 % de personnes métissées. 
La grande majorité des habitants (97,70 %) de la paroisse ne parlent que l'anglais ; 0,35 % parlent le français à la maison .

## Communautés
| - Bernice - Downsville - Farmerville - Junction City - Lillie | - Marion - Shiloh (non-incorporée) - Spearsville - Sterlington |